# Tadeusz (Uspienski)
Tadeusz, imię świeckie Iwan Wasiljewicz Uspienski (ur. 31 października?/12 listopada 1872 w Wasilsursku, zm. 31 grudnia 1937 prawdopodobnie w Twerze) – rosyjski biskup prawosławny, nowomęczennik.

## Życiorys
Urodził się w rodzinie kapłana prawosławnego. Ukończył seminarium duchowne w Niżnym Nowogrodzie, zaś w 1896 uzyskał dyplom kandydata nauk teologicznych po ukończeniu studiów w Moskiewskiej Akademii Duchownej. Rok później złożył wieczyste śluby mnisze i jeszcze w tym samym roku był kolejno wyświęcany na hierodiakona i hieromnicha. Został również skierowany do pracy w seminarium duchownym w Smoleńsku; po roku przeniesiony na analogiczne stanowisko do Mińska, zaś w 1900 – do Ufy. W 1902, po podniesieniu do godności archimandryty, został rektorem seminarium duchownego w Ołońcu. Specjalizował się w biblistyce; za pracę poświęconą Księdze Izajasza otrzymał tytuł doktora nauk teologicznych.
21 grudnia 1908 miała miejsce jego chirotonia na biskupa włodzimiersko-wołyńskiego, wikariusza eparchii wołyńskiej. W 1914, po wyjeździe arcybiskupa wołyńskiego Eulogiusza do okupowanej Galicji, gdzie koordynował on akcję propagowania prawosławia wśród ludności greckokatolickiej, biskup Tadeusz czasowo pełnił obowiązki ordynariusza eparchii wołyńskiej.
Dotychczasową godność pełnił do 1922, gdy został aresztowany i zmuszony do opuszczenia Wołynia. Dotarł do Moskwy, gdzie wkrótce po spotkaniu z patriarchą Tichonem został ponownie zatrzymany i skazany na zesłanie do miejscowości Ust-Sysolsk. Po odbyciu wyroku rocznej zsyłki duchowny został skierowany przez patriarchę do eparchii astrachańskiej. Swoje obowiązki pełnił do 1926, gdy został aresztowany w Saratowie i zmuszony do wyjazdu do Kuźniecka. W 1927 został wyznaczony na pierwszego ordynariusza nowo powstałej eparchii piatigorskiej, lecz de facto nigdy nie objął katedry. W marcu 1928 locum tenens patriarchy Moskwy, metropolita Sergiusz (Stragorodski) wyznaczył go na biskupa saratowskiego, lecz już po kilku miesiącach przeniósł go na katedrę twerską. W Twerze biskup Tadeusz (Uspienski) pozostawał ordynariuszem eparchii do 1936, prowadząc ascetyczny tryb życia. W wymienionym roku władze państwowe zabroniły mu publicznego odprawiania nabożeństw, co skłoniło władze cerkiewne do przeniesienia go w stan spoczynku. Mimo tego 20 grudnia 1937 duchowny został aresztowany i po dziesięciodniowym śledztwie rozstrzelany. Miejsce jego pochówku zostało odkryte w 1993 na porzuconym cmentarzu w Twerze. Odnalezione relikwie znalazły się w soborze Wniebowstąpienia Pańskiego w tym samym mieście.
W 2000 Tadeusz (Uspienski) został kanonizowany jako jeden z Soboru Świętych Nowomęczenników i Wyznawców Rosyjskich.

## Kult

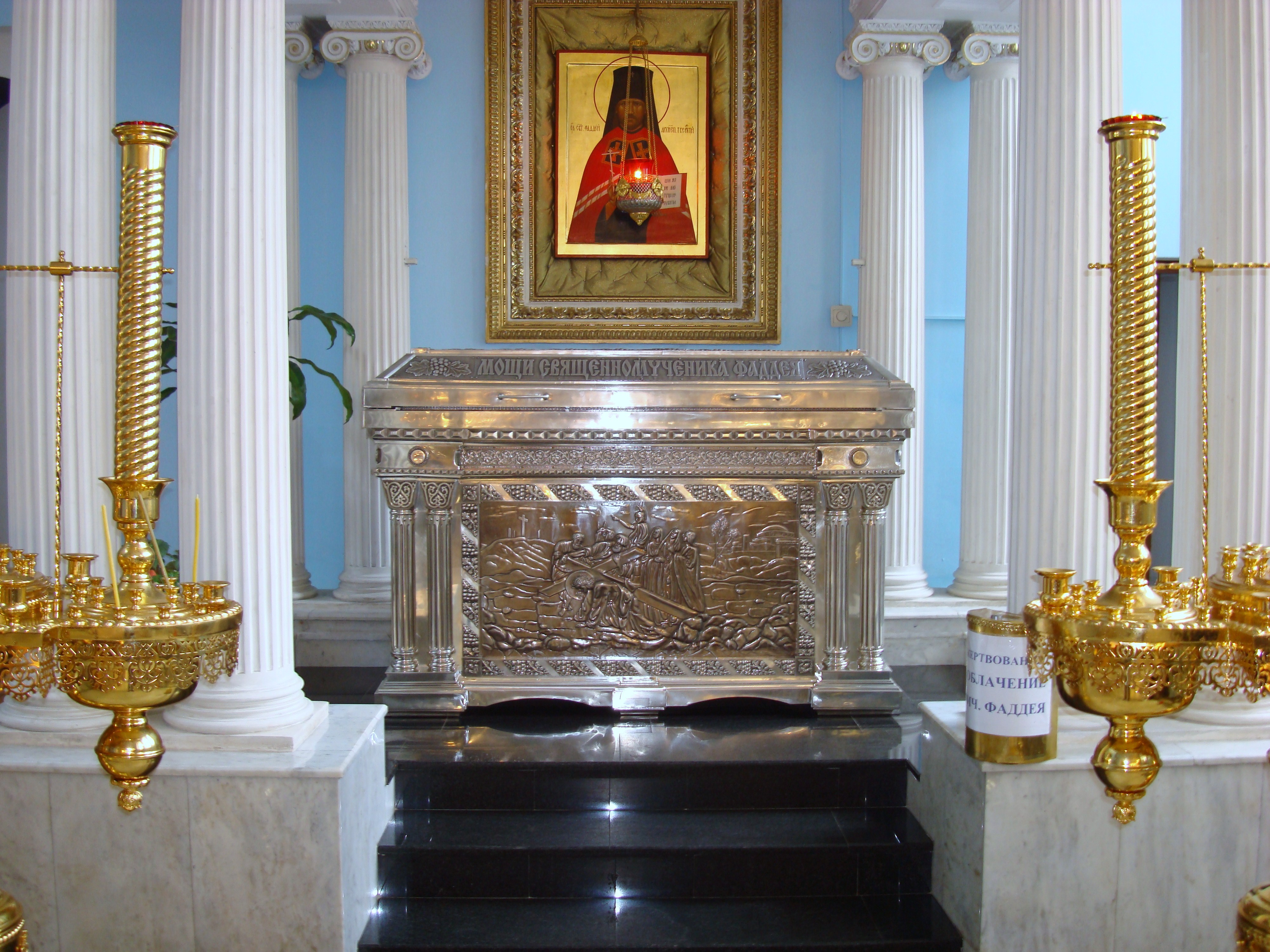
Raka z relikwiami świętego biskupa

Tadeusz (Uspienski), znany również jako Tadeusz Twerski, jest czczony przez Cerkiew dwukrotnie:
- 18/31 grudnia,
- w pierwszą niedzielę po 25 stycznia/7 lutego (Sobór Nowomęczenników)